# Хомеопатичен препарат
Хомеопатичните препарати се приготвят като разтвори от порядъка на 1:10 000 000 000 на едно вещество или субстанция. Най-често те са в течен вид, под формата на воден и/или спиртен разтвор, а понякога и под формата на хапчета – гранули. Хомеопатичните препарати се предписват след „хомеопатично интервю“, след което се взимат единично или по два или три пъти на ден в продължение на около няколко дена. Според привържениците на хомеопатията, хомеопатичният препарат има действие (или ефект), когато предизвика веднага след приемането му или след известно време успокояване, сънливост, придвижване на симптоматиката в посока от вътре-навън (например поява на обриви) и от по-сериозни оплаквания към по-маловажни (или предизвика краткотрайно влошаване), а след известен период и стабилен „прилив на енергия“, общо подобрение на симптомите, след което симпомите трайно се подобрят или изчезнат.
Според хомеопатичните принципи, хомеопатичният препарат трябва да действа „холистично“, т.е. на целия организъм и така да може да повлияе няколко различни оплаквания. Учените смятат принципите на хомеопатията за научно неиздържани,  а теорията на хомеопатията за диаметрално противоположна на схващанията на съвременната фармация . От научна гледна точка хомеопатията е пример за плацебо ефект.

## Действие
Принципът на действие на хомеопатичните препарати е научно необоснован  и въздействието им се класифицира от съвременната наука като плацебо ефект , тоест то има фалшиво или никакво действие и разчита изцяло на самовнушението на пациента.

## В България
Хомеопатичните препарати, регистрирани в България, са предимно на фирмите „Boiron“ (Франция) и Biologische Heilmittel Heel (Германия).